# Morena (Indie)
Morena – miasto w Indiach, w stanie Madhya Pradesh. W 2011 roku liczyło 200 482 mieszkańców.